# 梁灝諸葛介
梁灝諸葛介（学名：Chukocythere lianhaoi）为粗面介科諸葛介屬下的一个种。